# Meuselwitz
Meuselwitz est une ville industrielle (extraction du lignite) allemande de l'est du land de Thuringe située dans l'arrondissement du Pays-d'Altenbourg.

## Géographie

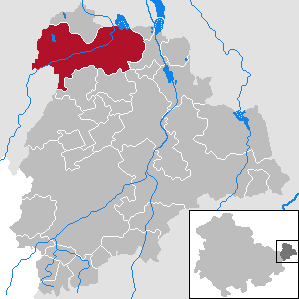
Situation de Meuselwitz dans l'arrondissement d'Altenbourg

Meuselwitz est située dans le nord de l'arrondissement à la limite avec l'arrondissement de Leipzig en Saxe et celui du Burgenland en Saxe-Anhalt, à 13 km au nord-ouest d'Altenbourg. La ville se trouve au sud de la plaine de Leipzig, dans l'ancien district de Borna, région d'exploitation des mines de lignite à ciel ouvert et elle est arrosée par la Schnauder, affluent de l'Elster Blanche qu'elle rejoint à Groitzsch.
Elle est composée de la ville centre (Kernstadt) et de dix quartiers : Meuselwitz, Falkenhain, Bünauroda, Schnauderhainichen, Wintersdorf (avec les villages de Pflichtendorf, Gröba et Bosengröba), Waltersdorf, Neubraunshain, Neupoderschau, Brossen et Mumsdorf.
Communes limitrophes (en commençant par le nord et dans le sens des aiguilles d'une montre) : Lucka, Regis-Breitingen, Haselbach, Treben, Gerstenberg, Altenbourg, Rositz, Kriebitzsch, Elsteraue et Zeitz.

## Histoire
La première mention écrite de Muzelbuze date de 1139, où elle est notée comme résidence seigneuriale. Les premières installations artisanales datent du XVIIe siècle avec la fabrication d'outils et la teinturerie.
C'est aussi au XVIIe siècle que Meuselwitz devient la résidence de la famille von Seckendorff. En 1676, Veit Ludwig von Seckendorff, collaborateur du duc Maurice de Saxe-Zeitz s'y installe et ordonne la construction d'un château il passe en 1681 au service du duc de Saxe-Gotha. Le château est entièrement restructuré en style baroque de 1724 à 1727. Malheureusement, le château sera entièrement détruit lors des bombardements et des combats de la Seconde Guerre mondiale. Seuls subsistent de nos jours l'Orangerie datant de 1709 et le parc.

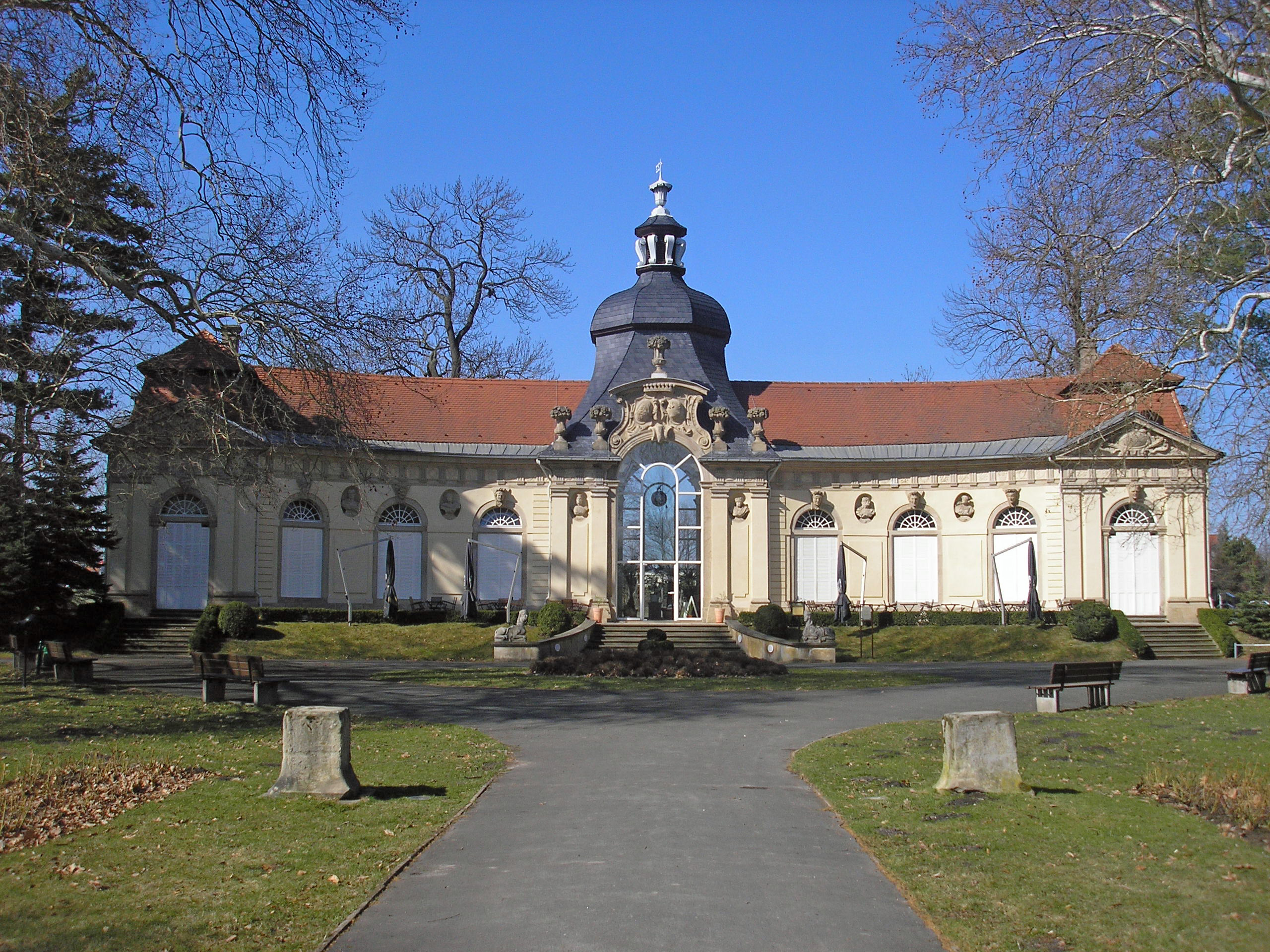
Orangerie du château de Meuselwitz

L'église de Meuselwitz, de style baroque, date également de cette époque.

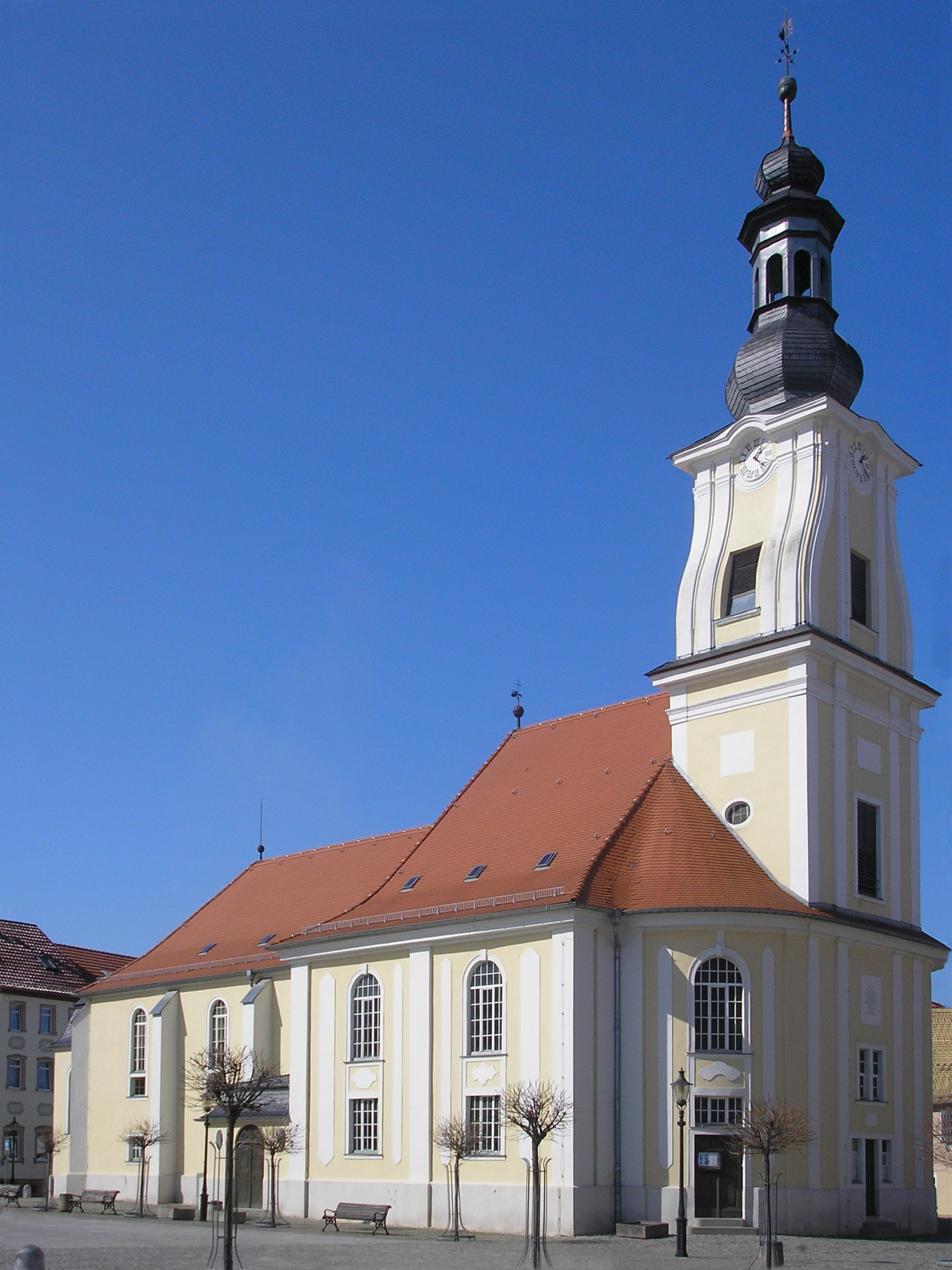
L'église de Meuselwitz

La découverte du lignite en 1670 entraîne les premières tentatives d'exploitation en 1780. Après 1860, plusieurs mines à ciel ouvert sont ouvertes et Meuselwitz voit sa population doubler entre 1842 et 1882. L'ouverture de plusieurs lignes de chemins de fer (1872 vers Altenbourg, 1874 vers Leipzig, 1875 vers Zeitz accroît l'importance de Meuselwitz qui obtient officiellement le statut de ville en 1874.
En 1938, le grand magasin juif Freuchtmann est détruit lors de la Nuit de Cristal. Durant la Seconde Guerre mondiale, un camp de travailleurs forcé et de prisonniers de guerre dépendant du camp de concentration de Buchenwald fonctionne à Meuselwitz.
La ville, important centre industriel, est sévèrement bombardée les 30 novembre 1944 et 20 février 1945. Ces bombardements provoquent la mort de 250 habitants. Lors de l'arrivée des Américains, Meuselwitz est détruite à 85 %.
Intégrée à la RDA, Meuselwitz connaît de nouveau la tragédie en 1950 avec la condamnation à mort de deux professeurs et de deux élèves de l'école secondaire par un tribunal militaire soviétique et leur exécution à Moscou. En 1952, de nouvelles arrestations entraînent la condamnation à mort de trois autres personnes et la détention de plusieurs citoyens de Meuselwitz au Goulag russe.
Depuis 1989, la fermeture de plusieurs exploitations de lignite a entraîné une importante baisse de la population.

### Incorporations de communes
de nombreuses communes ont été incorporées au territoire de Meuselwitz au cours du XXe siècle :
- 1922 : Schnauderhainichen ;
- 1950 : Brosen, Bünauroda, Neubraunshain ;
- 1973 : Neupoduschau, Altpoduschau et Zipsendorf :
- 1993 : Mumsodrf ;
- 1994 : Falkenhain ;
- 2007 : Waltersdorf, Rupersodrf et Wintersdorf.

## Démographie
Ville de Meuselwitz dans ses limites actuelles :
| 1583 | 1690 | 1817  | 1831  | 1880  | 1900   | 1933   | 1939   | 1946   |
| ---- | ---- | ----- | ----- | ----- | ------ | ------ | ------ | ------ |
| 440  | 712  | 1 273 | 1 448 | 3 402 | 13 649 | 17 052 | 16 467 | 10 688 |

| 1950   | 1960   | 1971   | 1981   | 1995   | 2000   | 2006  | 2010   | - |
| ------ | ------ | ------ | ------ | ------ | ------ | ----- | ------ | - |
| 10 529 | 10 501 | 10 320 | 11 997 | 11 035 | 10 134 | 9 410 | 11 261 | - |

Ville de Meuselwitz seule :
| 1900  | 1925   | 1933   | 1939   |
| ----- | ------ | ------ | ------ |
| 8 865 | 11 571 | 11 050 | 10 660 |

Commune de Wintersdorf seule :
| 1900  | 1925  | 1933  | 1939  |
| ----- | ----- | ----- | ----- |
| 1 945 | 3 540 | 3 792 | 3 729 |

## Jumelage
- Lauffen am Neckar (Allemagne) dans le land de Bade-Wurtemberg, arrondissement de Heilbronn.

## Personnalités
- Friedrich Karl Forberg, (1770-1848), philosophe ;
- Julius Blüthner, (1824-1910), fabricant de pianos ;
- Rudolf Brazda, (1913-2011), ancien déporté homosexuel ;
- Wolfgang Hilbig, (1941-2007), poète et romancier.
- Dieter Kalka, (*1957), poète, romancier et chanteur.